# Monodora zenkeri
Espèce
Synonymes
- Monodora zenkeri Engl.[2]

Monodora zenkeri est une espèce de plantes à fleurs de la famille des Annonaceae et du genre Monodora, endémique du Cameroun.

## Étymologie
L'épithète spécifique zenkeri rend hommage au botaniste et collecteur allemand Georg August Zenker, très actif au Cameroun à la fin du XIXe siècle.

## Description
Elle est une plante lianescente de 6 m de hauteur. Son écorce extérieure est brun foncé grisâtre avec des lenticelles brun pâle. Les pétioles mesurent 2 à 4 mm de long et 0,9 à 1,2 mm de diamètre. 

## Distribution
Assez rare, l'espèce est endémique du Cameroun, où elle a été observée dans trois régions (Centre, Sud et Est).